# Eupithecia falkneri
Eupithecia falkneri es una especie de polilla de la familia Geometridae. La especie fue descrita por primera vez por András Mátyás Vojnits habiendo sido descrita en 1978, con distribución en Argelia. El holotipo de la especie fue descrita en el sector ancestral de Lambaesis.